# Pere Benavent de Barberà
Pere Benavent de Barberà i Abelló (Barcelona, 8 de agosto de 1899-Reus, 12 de septiembre de 1974) fue un arquitecto y escritor español.

## Biografía
Discípulo de Enric Sagnier, se tituló en 1923. Realizó una obra de estilo personal con cierta tendencia clasicista y gusto por lo popular. Fue el último presidente de la Asociación de Arquitectos de Cataluña y numerario de la Real Academia Catalana de Bellas Artes de San Jorge.

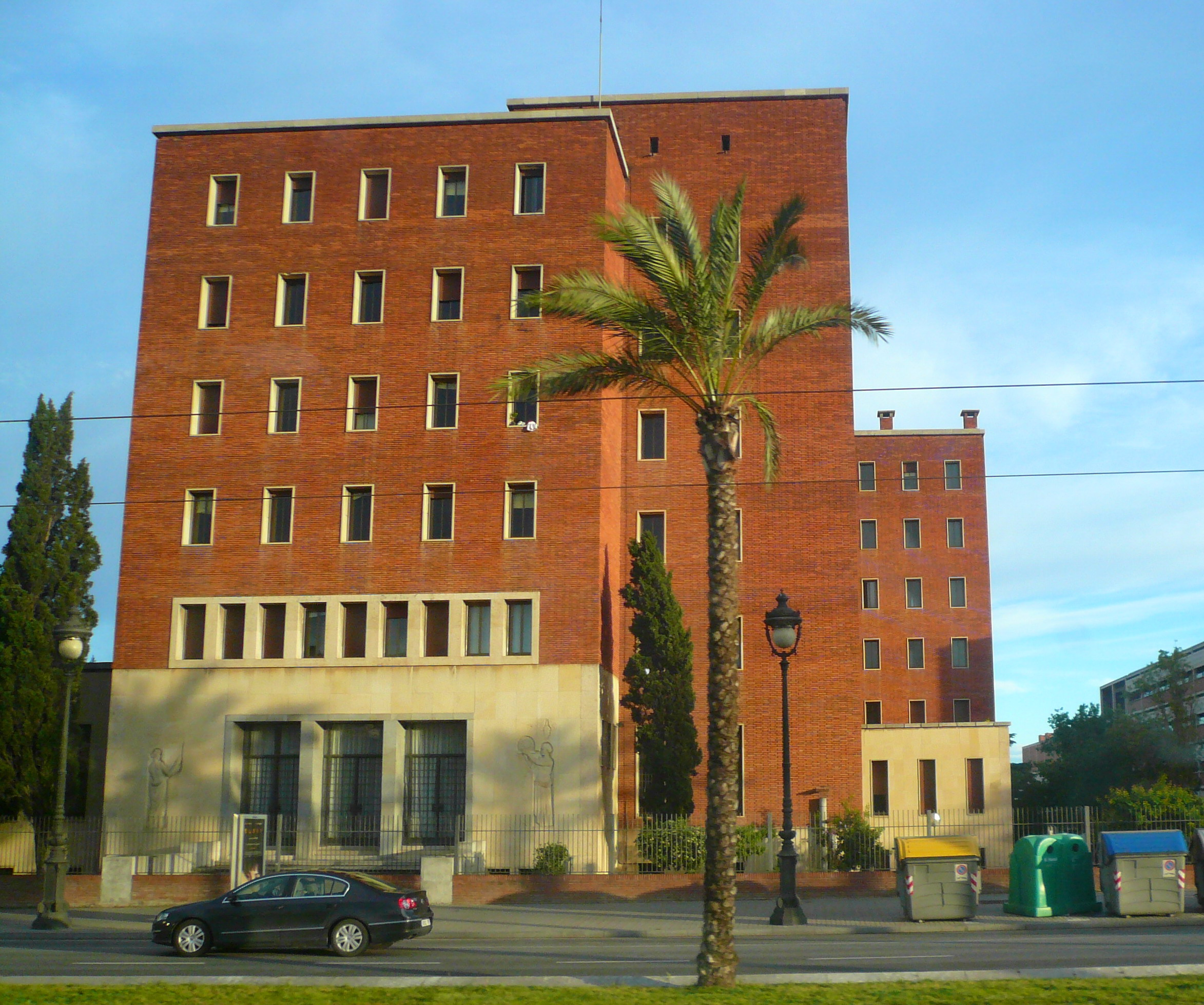
Colegios Mayores Peñafort-Montserrat, obra de 1955 de Pere Benavent.

Fue autor en Barcelona de la cripta de la iglesia de Nuestra Señora de Pompeya (obra de Sagnier), el convento de los Capuchinos de Sarrià (1940-1944) y algunos colegios mayores, como los de San Raimundo de Peñafort y Nuestra Señora de Montserrat, en la avenida Diagonal 643 (1955-1965). En los años 1930 fue autor de diversas obras de estilo racionalista: edificio de viviendas de la calle de Balmes 220 (1931-1932), edificio de la avenida Gaudí 56 (1933),edificio de viviendas de la calle Castillejos 334 (1936), casa Jacinto Esteva en el paseo de Gracia 104 (1935-1940); si bien en la posguerra retornó al clasicismo: viviendas de la calle de la Reina Victoria 26 y ronda del General Mitre 55 (1946-1950).
En 1941 fue el responsable de la parte arquitectónica del Monumento a los Mártires de la Independencia, en la plaza Garriga i Bachs, con un grupo escultórico realizado en bronce por Josep Llimona y un relieve de alabastro con dos ángeles envueltos en una nube en la parte superior de la hornacina, confeccionado por Vicenç Navarro.
Como escritor fue autor de: en el terreno arquitectónico, Como debo construir (Com he de construir, 1934) y La arquitectura y el hombre inseparables (L'arquitectura i l'home inseparables, 1936); en poesía, Flores de almendro (Flors d'ametller, 1918), La rosa y el cristal (La rosa i el cristall, 1938), Libro del caminante (Llibre del caminant, 1949) y Sobremesa académica (Sobretaula acadèmica, 1956); y en ensayo, Hombres, hombrecitos y hombrazos (Homes, homenets i hombrassos, 1935) y Macià Vila Mateu, esbozo biográfico (Macià Vila Mateu, esbós biogràfic, 1966).